# Route 162 (Québec)
Pour les articles homonymes, voir Route 162.
La route 162 (R-162) est une route nationale québécoise d'orientation est / ouest située sur la rive sud du fleuve Saint-Laurent. Elle dessert la région administrative du Centre-du-Québec.

## Tracé
La route 162 débute à Victoriaville et se dirige vers le nord-est. Elle se termine à Saint-Louis-de-Blandford sur l'A-20. Elle sert principalement à relier Victoriaville à l'A-20 pour les usagers en direction ou en provenance de Québec.

## Localités traversées (de l'ouest vers l'est)
Liste des municipalités dont le territoire est traversé par la route 162, regroupées par municipalité régionale de comté.

### Centre-du-Québec
Arthabaska
- Victoriaville
- Saint-Rosaire
- Saint-Louis-de-Blandford

## Intersections majeures
| MRC                     | Municipalité             | km    | Destinations                               | Notes                                     |
| ----------------------- | ------------------------ | ----- | ------------------------------------------ | ----------------------------------------- |
| Arthabaska              | Victoriaville            | 0,00  | R-122 / R-161 – Princeville, Drummondville |                                           |
| Arthabaska              | Saint-Louis-de-Blandford | 18,80 | R-165 / R-263 sud – Princeville            | Terminus ouest du multiplex avec la R-263 |
| Arthabaska              | Saint-Louis-de-Blandford | 23,90 | A-20 – Montréal, Québec                    | Sortie 235 de l'A-20                      |
| Arthabaska              | Saint-Louis-de-Blandford | 23,90 | R-263 nord – Lemieux                       | Terminus est du multiplex avec la R-263   |
| - Terminus de multiplex |                          |       |                                            |                                           |